# 金洛姫
金 洛姫（キム・ラクヒ、朝鮮語: 김락희、1933年11月11日 - 2013年2月）は、朝鮮民主主義人民共和国の女性政治家。朝鮮労働党中央委員会政治局委員候補、内閣副総理、黄海南道党委員会責任書記などを歴任した。北朝鮮での農業の専門家として、各地の農村経理委員会委員長を歴任した。最高人民会議第2期～5期、9期、12期代議員。

## 経歴
1933年に日本統治下の平安南道价川郡に生まれた。人民経済大学を卒業した。1953年に价川郡協同農場管理委員長に就任し、1957年に最高人民会議第2期代議員に選任された。1965年に价川郡党委員会委員長に就任し、1970年11月に朝鮮労働党中央委員会委員に選任された。1971年に慈江道農村経理委員会委員長、1977年に黄海北道農村経理委員会委員長を歴任し、1980年11月に党中央委員会委員候補に選任された。1984年に開城市農村経理委員会委員長、1988年に平安南道農村経理委員会委員長を歴任し、1997年に同委員会顧問に就いた。2005年に黄海南道党委員会責任書記に就任した。2010年6月に開催された最高人民会議第12期第3回会議で内閣副総理に任命され、同年9月28日に開催された朝鮮労働党第3回党代表者会で、朝鮮労働党中央委員会政治局員候補に選任された。2011年に北朝鮮で口蹄疫が発生した際に国家獣医非常防疫委員会委員長に就き、非常防疫を宣言した。2012年に内閣副総理を解任されて内閣名誉参事に就き、第一線から退いた。
2013年2月に死去。金正恩第一書記より花輪が贈られた。

## 参考サイト
북한정보포털
| 先代金雲基 | 黄海南道党委員会責任書記2005年 - 2010年 | 次代盧培権 |